# Lijst van scoutinggroepen in Brussel
Dit is een overzicht van scoutinggroepen in het gewest Brussel.

## FOS Open scouting
- 14: Faunaten, Jette
- 140: Roodbaard, Laken